# بخش پسکوفسکی
بخش پسکوفسکی (به لاتین: Pskovsky District) یک منطقهٔ مسکونی در روسیه است که در استان پسکوف واقع شده‌است.